# Lophogaster muranoi
Lophogaster muranoi is een kreeftachtigensoort uit de familie van de Lophogastridae. De wetenschappelijke naam van de soort is voor het eerst geldig gepubliceerd in 1997 door Fukuoka, Hoffmeyer & Vinas.